# Karel Lodewijk van Oostenrijk (1918-2007)

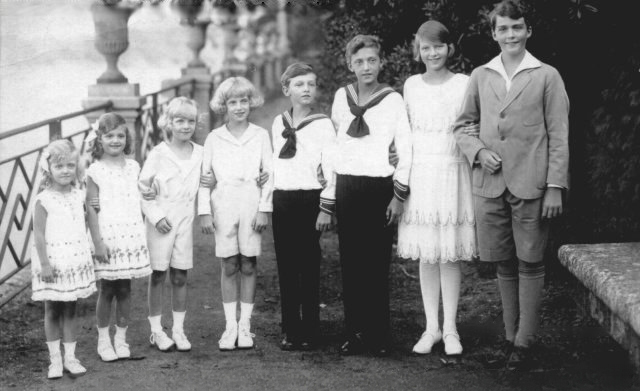
Karl Ludwig en zijn broers en zussen (jaren 1920)

Karl Ludwig Maria Franz Joseph Michael Gabriel Antonius Robert Stephan Pius Gregor Ignatius Markus d'Aviano (Baden bei Wien, 10 maart 1918 - Brussel, 11 december 2007) was een zoon van Karel I, de laatste keizer van Oostenrijk-Hongarije, en Zita van Bourbon-Parma.

## Oorlog
In het jaar van zijn geboorte werd het keizerrijk ontbonden en ging de familie in ballingschap onder meer op het eiland Madeira. Later studeerde Karel Lodewijk aan de Katholieke Universiteit Leuven, na de bezetting door de Duitsers in 1940 ging hij politieke en sociale wetenschappen studeren aan de Laval Universiteit in Canadese Quebec. 
In 1943 trad Karel Lodewijk toe tot het Amerikaanse leger en voerde in opdracht van president Franklin D. Roosevelt geheime onderhandelingen om in 1944 deel te nemen aan de landing in Normandië.
Na de oorlog huwde hij met prinses Yolande de Ligne en ging hij werken voor de Generale Maatschappij van België. Daar was hij medeoprichter van de holding en ontwikkelingsmaatschappij Genstar die vooral actief was in Canada en werkzaam in de bouw, cement, chemie, zeevaart, financiën en nu in de spitstechnologie. 
Karel Lodewijk overleed te Brussel; zijn lichaam is naast zijn moeder bijgezet in de Kapuzinergruft te Wenen.

## Kinderen
- Rudolf (Belgisch) prins de Habsbourg Lorraine (1950) gehuwd met barones Hélène de Villenfagne de Vogelsanck (1954), dochter van baron Guy Marie Alain Benoît de Villenfagne de Vogelsanck en Marina de Crombrugghe de Looringhe.
- Alexandra (1952) gehuwd met Hector Riesle (1943).
- Carl (Belgisch) prins de Habsbourg Lorraine (1954) gehuwd met Marie-Astrid van Luxemburg, dochter van groothertog Jan van Luxemburg.
- Marie Constanza Anna Rosario Roberta (1957) gehuwd met Franz Joseph Auersperg-Trautson (1954).

## Kwartierstaat
| Karel Lodewijk van Oostenrijk (1833-1896) | Karel Lodewijk van Oostenrijk (1833-1896) | Karel Lodewijk van Oostenrijk (1833-1896) | Karel Lodewijk van Oostenrijk (1833-1896) | Karel Lodewijk van Oostenrijk (1833-1896) | Karel Lodewijk van Oostenrijk (1833-1896) | Maria Annunciata van Bourbon-Sicilië (1843-1871) | Maria Annunciata van Bourbon-Sicilië (1843-1871) | Maria Annunciata van Bourbon-Sicilië (1843-1871) | Maria Annunciata van Bourbon-Sicilië (1843-1871) | Maria Annunciata van Bourbon-Sicilië (1843-1871) | Maria Annunciata van Bourbon-Sicilië (1843-1871) |                                     |                                     | George van Saksen (1832-1904)      | George van Saksen (1832-1904)      | George van Saksen (1832-1904)          | George van Saksen (1832-1904)          | George van Saksen (1832-1904)          | George van Saksen (1832-1904)          | Maria Anna van Portugal (1843-1884)    | Maria Anna van Portugal (1843-1884)    | Maria Anna van Portugal (1843-1884) | Maria Anna van Portugal (1843-1884) | Maria Anna van Portugal (1843-1884) | Maria Anna van Portugal (1843-1884) |                                  |                                  | Karel III van Bourbon-Parma (1823-1854) | Karel III van Bourbon-Parma (1823-1854) | Karel III van Bourbon-Parma (1823-1854) | Karel III van Bourbon-Parma (1823-1854) | Karel III van Bourbon-Parma (1823-1854)   | Karel III van Bourbon-Parma (1823-1854)   | Louise Maria van Frankrijk (1819-1864)    | Louise Maria van Frankrijk (1819-1864)    | Louise Maria van Frankrijk (1819-1864)    | Louise Maria van Frankrijk (1819-1864)    | Louise Maria van Frankrijk (1819-1864) | Louise Maria van Frankrijk (1819-1864) |                                            |                                            | Michaël I van Portugal (1802-1866)         | Michaël I van Portugal (1802-1866)         | Michaël I van Portugal (1802-1866)         | Michaël I van Portugal (1802-1866)         | Michaël I van Portugal (1802-1866)     | Michaël I van Portugal (1802-1866)     | Adelheid van Löwenstein- Wertheim-Rosenberg (1831-1909)                                | Adelheid van Löwenstein- Wertheim-Rosenberg (1831-1909)                                | Adelheid van Löwenstein- Wertheim-Rosenberg (1831-1909)                                | Adelheid van Löwenstein- Wertheim-Rosenberg (1831-1909)                                | Adelheid van Löwenstein- Wertheim-Rosenberg (1831-1909)                                | Adelheid van Löwenstein- Wertheim-Rosenberg (1831-1909)                                |  |  |  |  |  |  |  |  |  |  |  |  |  |  |  |  |  |  |  |  |  |  |  |  |  |  |  |  |  |  |  |  |  |  |  |  |  |  |  |  |  |  |  |  |  |  |  |  |
| Karel Lodewijk van Oostenrijk (1833-1896) | Karel Lodewijk van Oostenrijk (1833-1896) | Karel Lodewijk van Oostenrijk (1833-1896) | Karel Lodewijk van Oostenrijk (1833-1896) | Karel Lodewijk van Oostenrijk (1833-1896) | Karel Lodewijk van Oostenrijk (1833-1896) | Maria Annunciata van Bourbon-Sicilië (1843-1871) | Maria Annunciata van Bourbon-Sicilië (1843-1871) | Maria Annunciata van Bourbon-Sicilië (1843-1871) | Maria Annunciata van Bourbon-Sicilië (1843-1871) | Maria Annunciata van Bourbon-Sicilië (1843-1871) | Maria Annunciata van Bourbon-Sicilië (1843-1871) |                                     |                                     | George van Saksen (1832-1904)      | George van Saksen (1832-1904)      | George van Saksen (1832-1904)          | George van Saksen (1832-1904)          | George van Saksen (1832-1904)          | George van Saksen (1832-1904)          | Maria Anna van Portugal (1843-1884)    | Maria Anna van Portugal (1843-1884)    | Maria Anna van Portugal (1843-1884) | Maria Anna van Portugal (1843-1884) | Maria Anna van Portugal (1843-1884) | Maria Anna van Portugal (1843-1884) |                                  |                                  | Karel III van Bourbon-Parma (1823-1854) | Karel III van Bourbon-Parma (1823-1854) | Karel III van Bourbon-Parma (1823-1854) | Karel III van Bourbon-Parma (1823-1854) | Karel III van Bourbon-Parma (1823-1854)   | Karel III van Bourbon-Parma (1823-1854)   | Louise Maria van Frankrijk (1819-1864)    | Louise Maria van Frankrijk (1819-1864)    | Louise Maria van Frankrijk (1819-1864)    | Louise Maria van Frankrijk (1819-1864)    | Louise Maria van Frankrijk (1819-1864) | Louise Maria van Frankrijk (1819-1864) |                                            |                                            | Michaël I van Portugal (1802-1866)         | Michaël I van Portugal (1802-1866)         | Michaël I van Portugal (1802-1866)         | Michaël I van Portugal (1802-1866)         | Michaël I van Portugal (1802-1866)     | Michaël I van Portugal (1802-1866)     | Adelheid van Löwenstein- Wertheim-Rosenberg (1831-1909)                                | Adelheid van Löwenstein- Wertheim-Rosenberg (1831-1909)                                | Adelheid van Löwenstein- Wertheim-Rosenberg (1831-1909)                                | Adelheid van Löwenstein- Wertheim-Rosenberg (1831-1909)                                | Adelheid van Löwenstein- Wertheim-Rosenberg (1831-1909)                                | Adelheid van Löwenstein- Wertheim-Rosenberg (1831-1909)                                |  |  |  |  |  |  |  |  |  |  |  |  |  |  |  |  |  |  |  |  |  |  |  |  |  |  |  |  |  |  |  |  |  |  |  |  |  |  |  |  |  |  |  |  |  |  |  |  |
|                                           |                                           |                                           |                                           |                                           |                                           |                                                  |                                                  |                                                  |                                                  |                                                  |                                                  |                                     |                                     |                                    |                                    |                                        |                                        |                                        |                                        |                                        |                                        |                                     |                                     |                                     |                                     |                                  |                                  |                                         |                                         |                                         |                                         |                                           |                                           |                                           |                                           |                                           |                                           |                                        |                                        |                                            |                                            |                                            |                                            |                                            |                                            |                                        |                                        |                                                                                        |                                                                                        |                                                                                        |                                                                                        |                                                                                        |                                                                                        |  |  |  |  |  |  |  |  |  |  |  |  |  |  |  |  |  |  |  |  |  |  |  |  |  |  |  |  |  |  |  |  |  |  |  |  |  |  |  |  |  |  |  |  |  |  |  |  |
|                                           |                                           |                                           |                                           | Otto Frans van Oostenrijk (1865-1906)     | Otto Frans van Oostenrijk (1865-1906)     | Otto Frans van Oostenrijk (1865-1906)            | Otto Frans van Oostenrijk (1865-1906)            | Otto Frans van Oostenrijk (1865-1906)            | Otto Frans van Oostenrijk (1865-1906)            |                                                  |                                                  |                                     |                                     |                                    |                                    | Maria Josepha van Saksen (1866-1944)   | Maria Josepha van Saksen (1866-1944)   | Maria Josepha van Saksen (1866-1944)   | Maria Josepha van Saksen (1866-1944)   | Maria Josepha van Saksen (1866-1944)   | Maria Josepha van Saksen (1866-1944)   |                                     |                                     |                                     |                                     |                                  |                                  |                                         |                                         |                                         |                                         | Robert I van Bourbon-Parma (1848-1907)    | Robert I van Bourbon-Parma (1848-1907)    | Robert I van Bourbon-Parma (1848-1907)    | Robert I van Bourbon-Parma (1848-1907)    | Robert I van Bourbon-Parma (1848-1907)    | Robert I van Bourbon-Parma (1848-1907)    |                                        |                                        |                                            |                                            |                                            |                                            | Maria Antonia van Bragança (1862-1959)     | Maria Antonia van Bragança (1862-1959)     | Maria Antonia van Bragança (1862-1959) | Maria Antonia van Bragança (1862-1959) | Maria Antonia van Bragança (1862-1959)                                                 | Maria Antonia van Bragança (1862-1959)                                                 |                                                                                        |                                                                                        |                                                                                        |                                                                                        |  |  |  |  |  |  |  |  |  |  |  |  |  |  |  |  |  |  |  |  |  |  |  |  |  |  |  |  |  |  |  |  |  |  |  |  |  |  |  |  |  |  |  |  |  |  |  |  |
|                                           |                                           |                                           |                                           | Otto Frans van Oostenrijk (1865-1906)     | Otto Frans van Oostenrijk (1865-1906)     | Otto Frans van Oostenrijk (1865-1906)            | Otto Frans van Oostenrijk (1865-1906)            | Otto Frans van Oostenrijk (1865-1906)            | Otto Frans van Oostenrijk (1865-1906)            |                                                  |                                                  |                                     |                                     |                                    |                                    | Maria Josepha van Saksen (1866-1944)   | Maria Josepha van Saksen (1866-1944)   | Maria Josepha van Saksen (1866-1944)   | Maria Josepha van Saksen (1866-1944)   | Maria Josepha van Saksen (1866-1944)   | Maria Josepha van Saksen (1866-1944)   |                                     |                                     |                                     |                                     |                                  |                                  |                                         |                                         |                                         |                                         | Robert I van Bourbon-Parma (1848-1907)    | Robert I van Bourbon-Parma (1848-1907)    | Robert I van Bourbon-Parma (1848-1907)    | Robert I van Bourbon-Parma (1848-1907)    | Robert I van Bourbon-Parma (1848-1907)    | Robert I van Bourbon-Parma (1848-1907)    |                                        |                                        |                                            |                                            |                                            |                                            | Maria Antonia van Bragança (1862-1959)     | Maria Antonia van Bragança (1862-1959)     | Maria Antonia van Bragança (1862-1959) | Maria Antonia van Bragança (1862-1959) | Maria Antonia van Bragança (1862-1959)                                                 | Maria Antonia van Bragança (1862-1959)                                                 |                                                                                        |                                                                                        |                                                                                        |                                                                                        |  |  |  |  |  |  |  |  |  |  |  |  |  |  |  |  |  |  |  |  |  |  |  |  |  |  |  |  |  |  |  |  |  |  |  |  |  |  |  |  |  |  |  |  |  |  |  |  |
|                                           |                                           |                                           |                                           |                                           |                                           |                                                  |                                                  |                                                  |                                                  | Karel I van Oostenrijk (1887-1922)               | Karel I van Oostenrijk (1887-1922)               | Karel I van Oostenrijk (1887-1922)  | Karel I van Oostenrijk (1887-1922)  | Karel I van Oostenrijk (1887-1922) | Karel I van Oostenrijk (1887-1922) |                                        |                                        |                                        |                                        |                                        |                                        |                                     |                                     |                                     |                                     |                                  |                                  |                                         |                                         |                                         |                                         |                                           |                                           |                                           |                                           |                                           |                                           | Zita van Bourbon-Parma (1892-1989)     | Zita van Bourbon-Parma (1892-1989)     | Zita van Bourbon-Parma (1892-1989)         | Zita van Bourbon-Parma (1892-1989)         | Zita van Bourbon-Parma (1892-1989)         | Zita van Bourbon-Parma (1892-1989)         |                                            |                                            |                                        |                                        |                                                                                        |                                                                                        |                                                                                        |                                                                                        |                                                                                        |                                                                                        |  |  |  |  |  |  |  |  |  |  |  |  |  |  |  |  |  |  |  |  |  |  |  |  |  |  |  |  |  |  |  |  |  |  |  |  |  |  |  |  |  |  |  |  |  |  |  |  |
|                                           |                                           |                                           |                                           |                                           |                                           |                                                  |                                                  |                                                  |                                                  | Karel I van Oostenrijk (1887-1922)               | Karel I van Oostenrijk (1887-1922)               | Karel I van Oostenrijk (1887-1922)  | Karel I van Oostenrijk (1887-1922)  | Karel I van Oostenrijk (1887-1922) | Karel I van Oostenrijk (1887-1922) |                                        |                                        |                                        |                                        |                                        |                                        |                                     |                                     |                                     |                                     |                                  |                                  |                                         |                                         |                                         |                                         |                                           |                                           |                                           |                                           |                                           |                                           | Zita van Bourbon-Parma (1892-1989)     | Zita van Bourbon-Parma (1892-1989)     | Zita van Bourbon-Parma (1892-1989)         | Zita van Bourbon-Parma (1892-1989)         | Zita van Bourbon-Parma (1892-1989)         | Zita van Bourbon-Parma (1892-1989)         |                                            |                                            |                                        |                                        |                                                                                        |                                                                                        |                                                                                        |                                                                                        |                                                                                        |                                                                                        |  |  |  |  |  |  |  |  |  |  |  |  |  |  |  |  |  |  |  |  |  |  |  |  |  |  |  |  |  |  |  |  |  |  |  |  |  |  |  |  |  |  |  |  |  |  |  |  |
|                                           |                                           |                                           |                                           |                                           |                                           |                                                  |                                                  |                                                  |                                                  |                                                  |                                                  |                                     |                                     |                                    |                                    |                                        |                                        |                                        |                                        |                                        |                                        |                                     |                                     |                                     |                                     |                                  |                                  |                                         |                                         |                                         |                                         |                                           |                                           |                                           |                                           |                                           |                                           |                                        |                                        |                                            |                                            |                                            |                                            |                                            |                                            |                                        |                                        |                                                                                        |                                                                                        |                                                                                        |                                                                                        |                                                                                        |                                                                                        |  |  |  |  |  |  |  |  |  |  |  |  |  |  |  |  |  |  |  |  |  |  |  |  |  |  |  |  |  |  |  |  |  |  |  |  |  |  |  |  |  |  |  |  |  |  |  |  |
|                                           |                                           |                                           |                                           |                                           |                                           |                                                  |                                                  |                                                  |                                                  |                                                  |                                                  |                                     |                                     |                                    |                                    |                                        |                                        |                                        |                                        |                                        |                                        |                                     |                                     |                                     |                                     |                                  |                                  |                                         |                                         |                                         |                                         |                                           |                                           |                                           |                                           |                                           |                                           |                                        |                                        |                                            |                                            |                                            |                                            |                                            |                                            |                                        |                                        |                                                                                        |                                                                                        |                                                                                        |                                                                                        |                                                                                        |                                                                                        |  |  |  |  |  |  |  |  |  |  |  |  |  |  |  |  |  |  |  |  |  |  |  |  |  |  |  |  |  |  |  |  |  |  |  |  |  |  |  |  |  |  |  |  |  |  |  |  |
| Otto van Habsburg-Lotharingen (1912-2011) | Otto van Habsburg-Lotharingen (1912-2011) | Otto van Habsburg-Lotharingen (1912-2011) | Otto van Habsburg-Lotharingen (1912-2011) | Otto van Habsburg-Lotharingen (1912-2011) | Otto van Habsburg-Lotharingen (1912-2011) |                                                  |                                                  | Adelheid van Oostenrijk (1914-1971)              | Adelheid van Oostenrijk (1914-1971)              | Adelheid van Oostenrijk (1914-1971)              | Adelheid van Oostenrijk (1914-1971)              | Adelheid van Oostenrijk (1914-1971) | Adelheid van Oostenrijk (1914-1971) |                                    |                                    | Robert van Oostenrijk-Este (1915-1996) | Robert van Oostenrijk-Este (1915-1996) | Robert van Oostenrijk-Este (1915-1996) | Robert van Oostenrijk-Este (1915-1996) | Robert van Oostenrijk-Este (1915-1996) | Robert van Oostenrijk-Este (1915-1996) |                                     |                                     | Felix van Oostenrijk (1916-2011)    | Felix van Oostenrijk (1916-2011)    | Felix van Oostenrijk (1916-2011) | Felix van Oostenrijk (1916-2011) | Felix van Oostenrijk (1916-2011)        | Felix van Oostenrijk (1916-2011)        |                                         |                                         | Karel Lodewijk van Oostenrijk (1918-2007) | Karel Lodewijk van Oostenrijk (1918-2007) | Karel Lodewijk van Oostenrijk (1918-2007) | Karel Lodewijk van Oostenrijk (1918-2007) | Karel Lodewijk van Oostenrijk (1918-2007) | Karel Lodewijk van Oostenrijk (1918-2007) |                                        |                                        | Rudolf Syringus van Oostenrijk (1919-2010) | Rudolf Syringus van Oostenrijk (1919-2010) | Rudolf Syringus van Oostenrijk (1919-2010) | Rudolf Syringus van Oostenrijk (1919-2010) | Rudolf Syringus van Oostenrijk (1919-2010) | Rudolf Syringus van Oostenrijk (1919-2010) |                                        |                                        | Charlotte van Oostenrijk (1921-1989) én Elisabeth Charlotte van Oostenrijk (1922-1993) | Charlotte van Oostenrijk (1921-1989) én Elisabeth Charlotte van Oostenrijk (1922-1993) | Charlotte van Oostenrijk (1921-1989) én Elisabeth Charlotte van Oostenrijk (1922-1993) | Charlotte van Oostenrijk (1921-1989) én Elisabeth Charlotte van Oostenrijk (1922-1993) | Charlotte van Oostenrijk (1921-1989) én Elisabeth Charlotte van Oostenrijk (1922-1993) | Charlotte van Oostenrijk (1921-1989) én Elisabeth Charlotte van Oostenrijk (1922-1993) |  |  |  |  |  |  |  |  |  |  |  |  |  |  |  |  |  |  |  |  |  |  |  |  |  |  |  |  |  |  |  |  |  |  |  |  |  |  |  |  |  |  |  |  |  |  |  |  |